# Too Good to Last
Too Good to Last è un singolo della cantante gallese Bonnie Tyler, pubblicato nel 1979 ed estratto dall'album Diamond Cut.

## Tracce
- 12"

1. Too Good to Last — 3:47
2. Louisiana Rain — 4:30